# Курліковський Володимир Михайлович
Володимир Михайлович Курліковський (нар. 15 серпня 1970 — пом. 2004, Португалія) — український футболіст, що грав на позиції захисника. Відомий за виступами у вищоліговому клубі «Волинь», а також у клубах нижчих ліг «Покуття», «Полісся» та «Закарпаття». По закінченні кар'єри — дитячий футбольний тренер. Трагічно загинув під час перебування у Португалії.

## Кар'єра футболіста
Володимир Курликовський розпочав свою футбольну кар'єру після служби в армії у складі коломийської аматорської команди «Покуття» у 1991 році. У цьому році коломийська команда вперше стала чемпіоном області, а Володимир Курликовський відразу став одним із основних захисників команди. На початку сезону 1992—1993 року Курликовський отримав запрошення до команди вищої української ліги «Волинь». Проте у луцькому клубі Володимир Борисевич зіграв лише 2 матчі, та повернувся до «Покуття», із яким встиг перемогти у фіналі кубка області в 1993 році. Футболіст грав у коломийській аматорській команді до середини 1995 року, а з серпня 1995 року став гравцем ужгородського «Закарпаття». В Ужгороді Курліковський грав до кінця 1995 року, а пізніше повернувся до коломийського клубу, у якому зіграв у другій лізі 3 матчі. З початку сезону 1996—1997 років стає гравцем городенківського «Пробою», у якому грав також у аматорському чемпіонаті України. У сезоні 1997—1998 років Курликовський грав у складі першолігового житомирського «Полісся». Пізніше футболіст грав у складі аматорської команди із сусідньої Чернівецької області «Лужани», після чого завершив виступи на футбольних полях.

## Після закінчення футбольної кар'єри
У 1998 році Володимир Курліковський розпочав кар'єру тренера у Коломийській ДЮСШ, де набрав групу хлопчиків віком 10 років. Серед його вихованців є відомі футболісти Олексій Родевич, який був чемпіоном України серед молодіжних команд у складі львівських «Карпат», і грав також за МФК «Миколаїв», та Любомир Дем'янчук, який успішно грав у США. Проте за кілька років Курліковський вирішив закінчити тренерську роботу, та поїхав на заробітки до Португалії, де трагічно загинув у 2004 році.

## Вшанування пам'яті
З 2014 року ініціативною групою з відродження професіонального футболу на Прикарпатті разом із ФК «Карпати» (Коломия), за підтримки федерації футболу Івано-Франківської області та Асоціації аматорського футболу України, було вирішено провести турнір пам'яті Володимира Курліковського серед дитячих команд. У 2016 році ці змагання проводились у вигляді турніру дитячих команд із футзалу.